# Casa Calixto
La Casa Calixto es un edificio en la ciudad de Huancayo, Perú. Construido en los años 1930 sirvió durante varios años como sede de la Corte Superior de Justicia de Junín. Fue declarado monumento histórico en 1988.

## Nombre
El edificio fue nombrado en honor de su propietario original, Cornelio Calixto, comerciante ecuatoriano avecindado en Huancayo y en cuyo honor se nombró la calle donde se levanta este edificio (calle Calixto) así como el antiguo jirón Quito cuyo nombre fue cambiado en los años 1990 a "Calle Omar Yali" luego de la Guerra del Cenepa.

## Historia
El edificio fue construido en los años 1920 siendo propiedad de Cornelio Calixto. El 15 de enero de 1931, cuando se trasladó a Huancayo la condición de capital del departamento de Junín en reemplazo de la ciudad de Cerro de Pasco que ahora formaba parte del nuevo departamento de Pasco, tuvo que albergar las oficinas de la Corte Superior de Justicia del departamento. La casa sirvió como sede judicial hasta mediados de los años 1990 cuando tuvo que ser desocupada debido al estado de deterioro en que se encontraba. Actualmente es propiedad de la denominada "Asociación de Comerciantes de Huancayo" y es utilizada para actividad comercial a pesar de su avanzado estado de deterioro.

## Descripción
El edificio es de estilo barroco, lo que destaca en sus balcones, fachada principal y pórticos así como en la talla de los balcones y la decoración de los frisos. Ocupa una superficie de 1400 metros cuadrados. En la fachada se puede observar una ventana y 14 puertas. La principal es una puerta de mediopunto. En el segundo piso se cuentan doce puertas con balcón. Todas esas puertas son de herradura con excepción de la que se encuentra encima de la puerta principal del edificio que, al igual que esta, es de mediopunto. La altura de ambas plantas es desproporcionada siendo mucha más alta la planta baja. El cimiento y sobrecimiento son de piedra con un ancho de 0.5 metros. Los pisos son de madera y cemento pulido. Los balcones son de madera de pino. Todo el conjunto se encuentra en estado de deterioro.
La casona, tanto en fachada como en planta, expresa la tipología de la casa solariega del siglo XX aunque con desproporción en sus medidas. Constituye uno de los elementos más importantes de la arquitectura republicana de la ciudad de Huancayo.